# 타트라진

타트라진의 구조

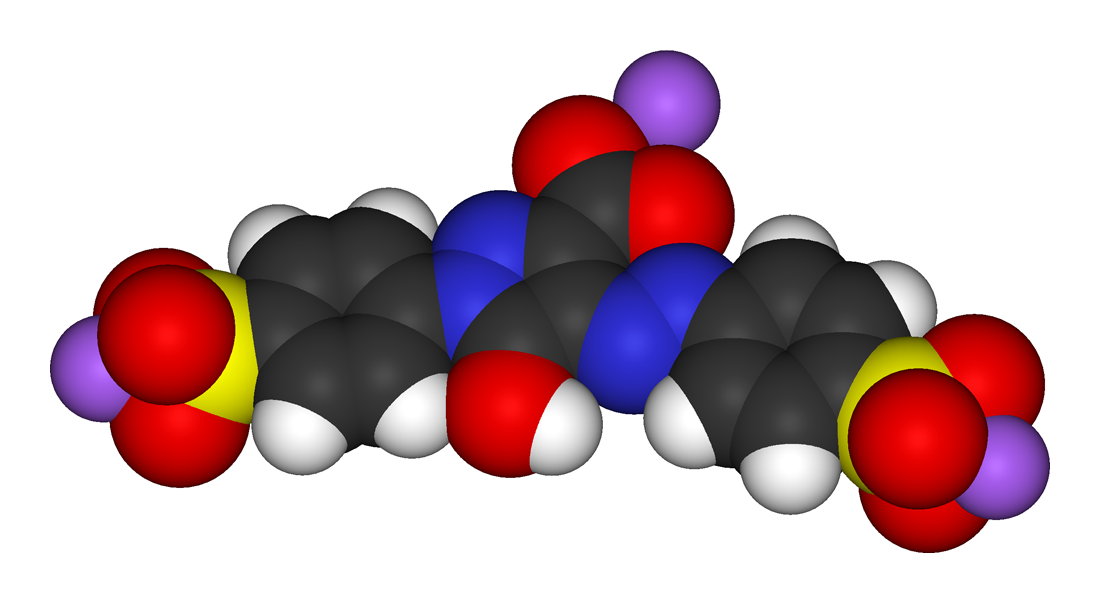
타타르진 3차원 배열

타르트라진(Tartrazine, E 번호 E102 또는 C.I. 19140, FD&C Yellow 5), 곧 황색 4호는 착색료로 쓰이는 합성 레몬빛 아조 염료이다. 물에 녹으며 수용성이 최대 427±2 nm가 된다.
타르트라진은 전 세계적으로 흔히 쓰이는 색으로, 주로 노란 빛깔을 띠지만 다양한 풀빛 그림자를 만들어 내기 위하여 청색 1호(FD&C Blue 1, E133)나 녹색 S호 (E142)와 함께 쓰이기도 한다.

## 같이 보기
- 식품 첨가물
- 식용색소 적색 제2호
- 식용색소 적색 제3호
- 식용색소 적색 제40호
- 식용색소 적색 제102호
- 식용색소 황색 제4호
- 식용색소 황색 제5호
- 식용색소 녹색 제3호
- 식용색소 청색 제1호
- 식용색소 청색 제2호